# Băutorul de absint (pictură de Manet)
Băutorul de absint este o pictură în ulei pe pânză din perioada 1858-1859 realizată de pictorul francez Édouard Manet. Această pictură este considerată prima lucrare originală a artistului, la acea vreme având douăzeci și șase ani.
Este un portret în picioare care îl prezintă, în culori dominante de maroniu, gri și negru, pe Collardet, un vânzător de nimicuri care la acea vreme frecventa împrejurimile Luvrului.
Stilul clar realist și prozaic al pânzei reprezintă în mod simbolic o adevărată ruptură față de formarea primită de Manet de la fostul său maestru, Thomas Couture. Există, de asemenea, influența puternică a picturii spaniole, în special a lui Velasquez și a sa pictură Menip. Este posibil ca această lucrare să fie inspirată de tema din poemul lui Charles Baudelaire, Vinul vânzătorilor de nimicuri (1857). Găsim acest personaj într-un tablou ulterior realizat de Manet, un portret de grup numit Bătrânul muzician (1862).
Imaginea îndrăzneață a acestei lucrări l-a convins pe Baudelaire de talentul tânărului său prieten și a dus la ruptura acestuia din urmă cu Couture.
Manet a prezentat acest tablou juriului Salonului pentru prima dată, în 1859: numai Eugène Delacroix a votat în favoarea sa, astfel că tabloul a fost refuzat.
A fost prezentat în cele din urmă la Expoziția universală din 1867 (Paris): ultimul sfert al tabloului a fost ascuns privirii publice de către pictor. După 1867 și înainte de 1872, analiza picturii a demonstrat că paharul de absint, situat în stânga, este o adăugire a pictorului.
Pictura a fost vândută pentru prima dată în 1872 proprietarului unei galerii Paul Durand-Ruel. În 1906, a fost achiziționată de cântărețul de operă Jean-Baptiste Faure. În 1914, Ny Carlsberg Glyptotek a achiziționat-o în cele din urmă pentru colecțiile sale.
1. ↑  Fisher, Jay McKean (1985). The Prints of Edouard Manet. The Foundation. p. 40. ISBN 9780883970836.
2. ↑  Wittels, Betina; Hermesch, Robert (2008). Absinthe, Sip of Seduction: A Contemporary Guide. Fulcrum Publishing. p. 14. ISBN 9781933108216.
3. ↑  Flick, Gert-Rudolf (2008). Masters & Pupils: The Artistic Succession from Perugino to Manet, 1480-1880. Hogarth Arts. p. 361. ISBN 9780955406324.
4. ↑  Brombert, Beth Archer (1996). Edouard Manet: Rebel in a Frock Coat. Little, Brown and Company. p. 305.